# 반역자의 비애
"반역자의 비애"는 1960년 공개된 대한민국의 영화이다.

## 배역
- 김지미
- 문정숙